# Ivan Jakovčić
Ivan Jakovčić (Poreč, 15. studenog 1957.) hrvatski je političar. Trenutno je počasni predsjednik Istarskog demokratskog sabora. 

## Obrazovanje
Osnovnu i srednju školu završio je u Poreču. Diplomirao je 1980. godine na Fakultetu za vanjsku trgovinu Sveučilišta u Zagrebu. Od stranih jezika služi se talijanskim, njemačkim, francuskim i engleskim.

## Raniji život
U 80-tima radi najprije na poslovima vezanima uz izvoz i marketing u pazinskom poduzeću 'Pazinka', nakon čega se počinje baviti privatnim poduzetništvom u Austriji te zatim, po povratku, i u Hrvatskoj.

## Politička karijera
U politiku ozbiljnije ulazi 1991. kada biva izabran za predsjednika IDS-a. Dužnost predsjednika stranke obnašao je do 2014. godine, nakon čega je proglašen počasnim predsjednikom stranke. Izabran je za saborskog zastupnika 1992., potom i 1995. i 2000. No, nakon tih izbora 2000., IDS ulazi u pobjedničku koaliciju SDP-a, HSLS-a i još nekoliko stranaka te Jakovčić ulazi u vladu i postaje ministar tadašnjeg novoformiranog Ministarstva europskih integracija. 
Nakon izlaska IDS-a iz vlade 2001., Jakovčić podnosi ostavku te se kandidira za istarskog župana. Pobjeđuje, a nove mandate osvaja i 2005. te na prvim neposrednim lokalnim izborima 2009. kada pobjeđuje u drugome krugu. Za vijećnika županijske skupštine izabran je 1993., 1997. i 2001. (kada postaje župan). Na izborima za Europski parlament 2013. godine, uz dopuštenje IDS-a, nastupio je sa svojom kandidacijskom listom grupe birača. Lista je osvojila 3,84 % glasova na republičkoj razini. Iduće godine na novim izborima za Europski parlament predstavljao je IDS na koalicijskoj listi SDP-a, HNS-a, IDS-a, HSU-a i SDSS-a. Lista je dobila četiri zastupnička mjesta, a Jakovčić je zastupnik postao kao zamjenik europskog povjerenika Nevena Mimice koji je izabran i u EP. 
Djelovao je kao predsjednik skupštine Jadranske euroregije od 2006. do 2011. godine. Od 2003. do 2007. bio je zamjenik predsjednika Skupštine Europskih regija u dva mandata. Također je član savjetodavnog odbora Instituta regija Europe. Sudjelovao je u nizu domaćih i međunarodnih konferencija iz područja demokracije, ljudskih i manjinskih prava, regionalizma, zaštite okoliša, slobode medija i gospodarstva.

## Privatni život
Dobitnik je Priznanja Autonomne Pokrajine Vojvodine za toleranciju 2008. i počasne titule viteza kulinarstva koju mu je 2009. dodijelio Savez kuhara mediteranskih i europskih regija.        